# Umbo (bivalve)

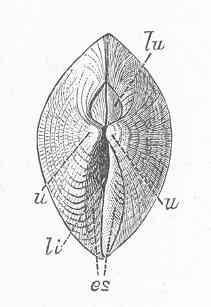
Principales parties d'une coquille de bivalve : lu lunule, u umbo, li ligament, es écusson.

Pour les articles homonymes, voir Umbo.
L'umbo (pluriel umbones ou umbos, du latin umbo, « bosse, protubérance »), est l'extrémité saillante des valves d'un mollusque bivalve ou univalve. Cette protubérance souvent noueuse et arrondie se forme lorsque l'animal est jeune (prodissoconque), et la coquille de celui-ci s'agrandit radialement autour de cet umbo. Ce dernier est situé à proximité de la charnière. Il est généralement apparent car proéminent sur la valve. Lorsque ce n'est pas le cas, comme chez certaines moules, on le repère car il est situé au centre des lignes concentriques visibles sur la valve,.

## Diagnose

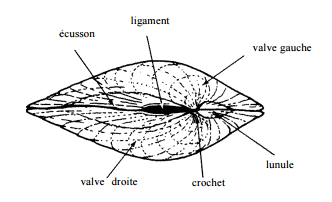
Crochet, écusson et lunule de bivalve.

L'umbo présente le plus souvent un crochet qui détermine le bord dorsal de la coquille. Le crochet prosogyre est recourbé vers l'avant de la coquille (cas le plus fréquent), le crochet opisthogyre vers l'arrière (exemple : Nucula, Trigonia, Exogyra...), le crochet orthogyre dirigé vers l'autre valve (exemple : Glycymeris).
Sur certaines coquilles présentant leurs deux valves réunies, on observe, de part et d'autre des crochets, deux zones déprimées de forme ovalaire : la lunule, à l'avant des crochets, le long du bord dorsal de l'une ou des deux valves, assez réduite et présentant généralement une ornementation distincte ; le corselet ou écusson, à l'arrière des crochets, plus développé.
Sous le crochet de certains mollusques, chaque valve présente une aire plus ou moins développée, le plateau cardinal : d'allure triangulaire allongée, il porte le ligament et les éléments (dents articulaires et fossettes) de la charnière proprement dite.

## Galerie

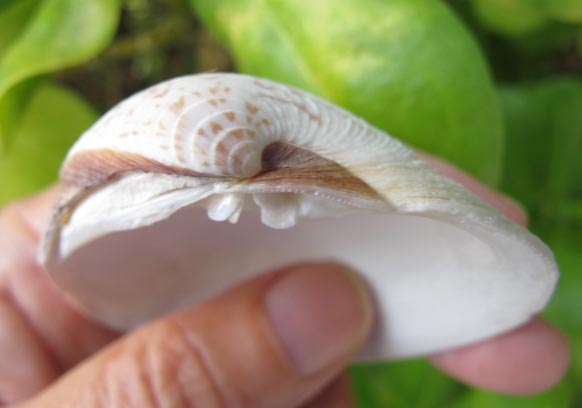
Valve gauche de Mercenaria campechiensis montrant son umbo, la lunule à sa droite et l'écusson à sa gauche
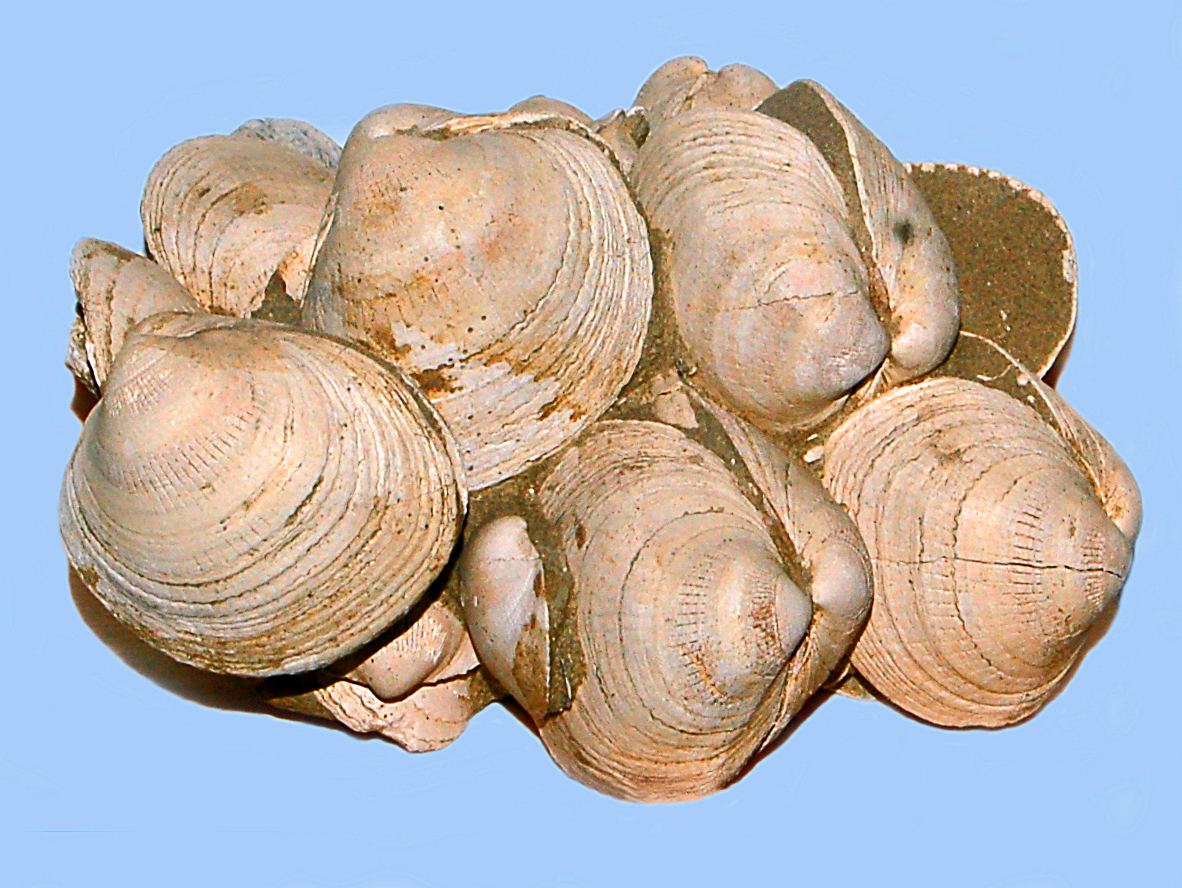
Crochets orthogyres de Glycymeris
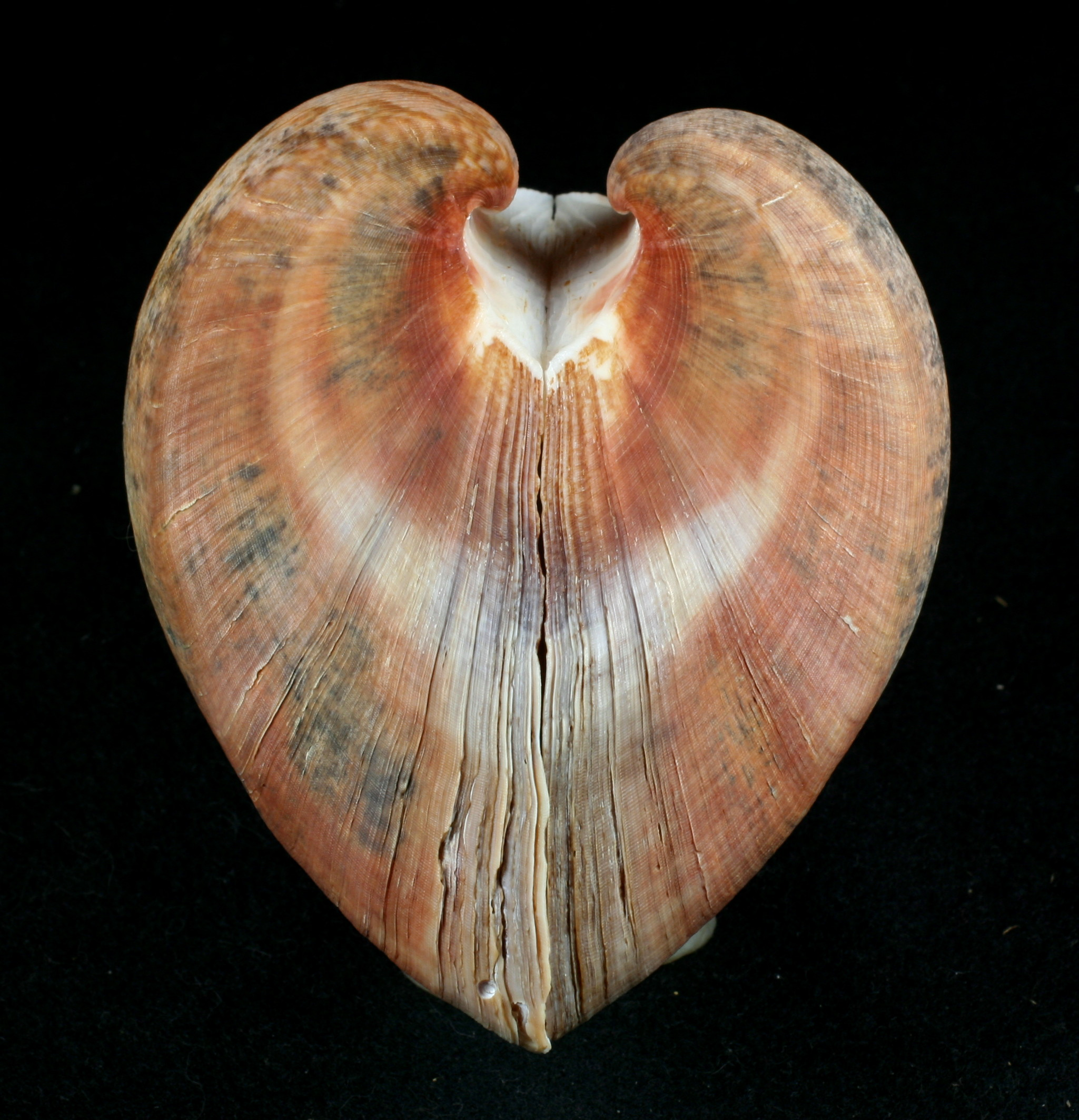
Vu de côté d'une coquille de Cucullaea labiata : les umbos sont en haut de l'image.